# Bobby Few
Bobby Few, (Cleveland, 1935. október 21. – Levallois-Perret, 2021. január 7.) amerikai dzsesszzongorista, énekes.

## Pályafutása
Bobby Few az ohiói Clevelandben stületett, East Side-i Fairfax negyedében.  Édesanyja biztatására ugyan klasszikus zongorát tanult, de később apja zenéit hallgatvafelfedezte a dzsesszt. Édesapja lett az első ügynöke, és hamarosan már Cleveland körzetében koncertezett helyi zenészekkel, köztük Bill Hardmannel, Bob Cunninghammel, Cevera Jefferiessel és Frank Wrighttal. Tadd Dameronnal, Benny Bailey-vel és Albert Aylerrel, a középiskolában együtt játszott. Fiatalemberként Few Big T. Lovano-val, (Joe Lovano apjával) is zenélt.
Few az 1950-es évek végén New Yorkba költözött, ahol 1958-64 között egy triót vezetett. Ekkor találkozott és dolgozott számos világszínvonalú zenésszel, köztük Brook Benton énekessel, valamint Rahsaan Roland Kirk, Jackie McLean, Joe Henderson és Albert Ayler szaxofonosokkal. Több albumán játszott Alan Silva, Noah Howard, Booker Ervin és Kali Fasteau.
Bobby Few1969-ben Franciaországba költözött, ahol gyakran dolgozott Archie Sheel, Sunny Murray-vel, Steve Lacy-vel és Rasul Siddikkel. 2001-ben nemzetközi turnén vett részt Avram Fefer amerikai szaxofonossal, akivel négy, kritikailag jól fogadott CD-t rögzített.
Charles Gayle szaxofonossal is játszott, és saját trióját vezette PPárizsban. Amikor a „Few's Blues” projekten dolgozott, Tony Lakatos, Reggie Johnson és Doug Sides volt a társa.
Interjút készített egy 2008-as dokumentumfilmben − amelyet később DVD-n is kiadtak − Sunny Murray dobossal (Sunny's Time Now).
Bobby Few 2021. január 6-án halt meg, 85 évesen.

## Albumok
(zenekarvezető)
- More or Less Few ( 1973)
- Solos and Duets (1975)
- Solos and Duets Vol 2 (1975)
- Few Comin' Thru (1977)
- Continental Jazz Express (1979)
- Diom Futa (1979)
- Rhapsody in Few (1983)
- Mysteries (1992)
- Expatriate Kin (1997)
- Few and Far Between (2000)
- Continental Jazz Express (2000)
- Let It Rain (2002)
- Kindred Spirits (2004)
- Heavenly Places (2004)
- Lights and Shadows (2004)
- Sanctuary (2005)
- True Wind (2007)

### Steve Lacy
(szaxofonos zenésztárs)
- 1981: Ballets
- 1981: Songs
- 1982: The Flame
- 1983: Blinks
- 1983: Lift the Bandstand DVD
- 1983: Prospectus
- 1985: The Condor
- 1986: The Gleam
- 1987: Momentum
- 1988: The Door
- 1989: Anthem
- 1990: Itinerary
- 1991: Live At Sweet Basil
- 1992: Associates
- 1992: Clangs
- 1993: Vespers
- 1994: Findings

## Fordítás
Ez a szócikk részben vagy egészben  a   Bobby Few című angol Wikipédia-szócikk ezen változatának fordításán alapul.  Az eredeti cikk szerkesztőit annak laptörténete sorolja fel. Ez a jelzés csupán a megfogalmazás eredetét és a szerzői jogokat jelzi, nem szolgál a cikkben szereplő információk forrásmegjelöléseként.